# 小行星8820
小行星8820（8820 Anjandersen）是一颗绕太阳运转的小行星，为主小行星带小行星。该小行星于1985年11月19日发现。

## 轨道参数
小行星8820的轨道半长轴为351 826 348 km，2.3517804 UA，离心率为0.057。